# Józef Andrzej Dąbrowski

Wappen von Józef Andrzej Dąbrowski als Weihbischof

Józef Andrzej Dąbrowski CSMA (* 17. Juli 1967 in Strzyżów, Polen) ist ein polnischer Ordensgeistlicher und römisch-katholischer Bischof von Charlottetown.

## Leben
Józef Andrzej Dąbrowski trat der Ordensgemeinschaft der Kongregation vom Heiligen Erzengel Michael bei und empfing am 4. Mai 1991 das Sakrament der Priesterweihe.
Am 31. Januar 2015 ernannte ihn Papst Franziskus zum Titularbischof von Casae in Numidia und zum Weihbischof in London in Ontario. Die Bischofsweihe spendete ihm der Bischof von London, Ronald Peter Fabbro CSB, am 14. April desselben Jahres in der Kathedrale St. Peter in London. Mitkonsekratoren waren der Erzbischof von Toronto, Thomas Kardinal Collins, und der Altbischof von London, John Michael Sherlock.
Am 2. April 2023 ernannte ihn Papst Franziskus zum Bischof von Charlottetown. Die Amtseinführung fand am 29. Juni desselben Jahres statt.